# Niklaus Senn
Josef Niklaus Senn (* 28. Juli 1894 in Wil SG; † 28. August 1966 in Appenzell; heimatberechtigt in Wil) war ein Schweizer Bankmanager und Politiker.

## Leben
Senn besuchte Schulen in Wil und Estavayer und absolvierte eine Banklehre in Wil. 1921 trat er in die Appenzell-Ausserrhodische Kantonalbank in Herisau ein. Ab 1932 war er Direktor bei der Appenzell-Innerrhodischen Kantonalbank. Senn festigte die sich in der Krise befindende Bank und verhalf ihr unter anderem mit der Errichtung eines Neubaus am Hauptsitz und der Eröffnung von Filialen zu neuem Aufschwung.
1954 wurde er zum Innerrhodner Landeszeugherrn gewählt und war damit bis 1966 zuständig für das Militär-, Berufsbildungs- und Lehrlingswesen; zugleich war er von Amts wegen Innerrhoder Grossrat. Er war Mitglied des Kur- und Verkehrsvereins, den er von 1942 bis 1966 präsidierte. Auch war er Mitglied im kantonalen und im eidgenössischen Schützenverband.
Senn heiratete 1921. Sohn Nikolaus Senn wurde Konzernleiter der Schweizerischen Bankgesellschaft (SBG), einer der zwei Vorgängerinnen der heutigen UBS.